# Militärputsch in Pakistan 1958

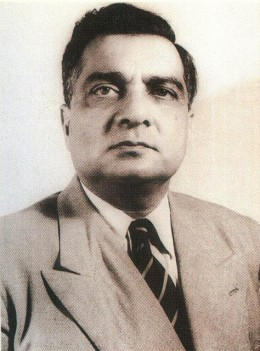
Iskander Mirza

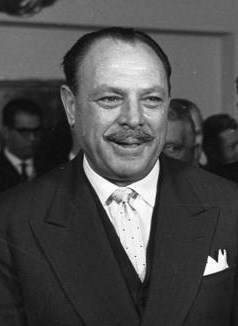
Muhammed Ayub Khan 1961

Der Militärputsch in Pakistan 1958 bezieht sich auf die Vorfälle zwischen dem 7. Oktober, als Präsident Iskander Mirza die pakistanische Verfassung außer Kraft setzte und das Kriegsrecht ausrief, und dem 27. Oktober, als Mirza durch den Armeechef Muhammed Ayub Khan in einem unblutigen Staatsstreich abgelöst wurde. Der Militärputsch 1958 hatte zur Folge, dass die Muslimliga nicht mehr regierungsfähig war.

## Geschichte
Das Parlament Pakistans verabschiedete 1956 eine Verfassung, die Pakistans Status als Dominion beendete. Pakistan rief sich als erstes Land weltweit zu einer Islamischen Republik aus. Iskandar Mirza, der letzte Gouverneur der Republik Pakistan, wurde gleichzeitig zum ersten Staatspräsidenten. Die Verabschiedung der Verfassung führte jedoch zu Unruhen und das Amt des Premierministers wurde in zwei Jahren viermal neu besetzt. Es gab außerdem einen Präzedenzfall, da Gouverneur Malik Ghulam Muhammad dafür bekannt war, Regierungen abzusetzen und per Dekret zu regieren. Viele waren jedoch der Ansicht, dass Mirza die Verfassung Pakistans manipulierte und Regierungen absetzte. Das One-Unit Programm wurde kontrovers diskutiert. Die viermalige Neubesetzung des Premierministers bestärkte die Armee in der Ansicht, dass Politiker in Pakistan zu schwach und zu korrupt zum Regieren seien.

## Kriegsrecht
Iskander Mirza rief am 7. Oktober das Kriegsrecht aus und setzte die pakistanische Verfassung außer Kraft. Er bezeichnete die Verfassung als unausführbar und voller gefährlicher Kompromisse.  Er löste die Regierung von Malik Feroz Khan Noon, das Parlament und die Provinzregierungen auf. Mirza löste auch alle politischen Parteien auf und berief Muhammed Ayub Khan zum Armeechef und nominierte ihn als neuen Premierminister Pakistans, um die Regierungsgeschäfte zu leiten.

## Ablösung von Mirza
Am 27. Oktober gab Mirza seinen Rücktritt als Präsident bekannt und übergab das Amt an Ayub Khan.
Beide sahen den jeweils anderen als Rivalen an. Mirza glaubte, dass seine Position redundant wurde, nachdem Ayub Khan zwei Ämter übernahm und in seinem eigenen Interesse handelte. Ayub Khan war der Ansicht, dass sich Mirza gegen ihn verschwor. Es wird angenommen, dass Ayubs loyale Generäle Mirza zum Rücktritt zwangen. Iskandar Mirza wurde später nach Quetta geschickt und anschließend ins Exil nach London.